# ميسالا مرباح
ميسالا مرباح (22 يوليو 1994 بتادمايت في الجزائر - ) هو لاعب كرة قدم جزائري في مركز الوسط.

## روابط خارجية
- ميسالا مرباح على موقع قاعدة بيانات كرة القدم.إي يو (الإنجليزية)
- ميسالا مرباح على موقع Soccerway.com (الإنجليزية)
- ميسالا مرباح على موقع أوليمبيديا (الإنجليزية)